# Внешнее независимое оценивание
Внешнее независимое оценивание, ВНО (укр. Зовнішнє незалежне оцінювання, ЗНО) — комплекс организационных мероприятий (прежде всего — тестирование), направленный на определение уровня учебных достижений выпускников средних учебных заведений при их поступлении в высшие учебные заведения Украины для получения первой степени высшего образования – бакалавриата.
Комплекс организационных процедур (прежде всего — тестирование), направленный на определение уровня знаний выпускников средних учебных заведений при их поступлении в высшие учебные заведения.
Цель внешнего независимого оценивания: обеспечение реализации конституционных прав граждан на равный доступ к качественному образованию, осуществления контроля за соблюдением Государственного стандарта базового и полного среднего образования и анализа состояния системы образования, прогнозирование её развития.
С 2004 г. при поддержке международных и общественных организаций система внешнего независимого оценивания формируется на Украине.
Обеспечение внешнего независимого оценивания осуществляется Украинским центром оценивания качества образования в сотрудничестве с местными органами управления образованием, областными институтами последипломного педагогического образования, учебными заведениями. Координация работы участников процесса внешнего независимого оценивания осуществляется через Винницкий, Днепропетровский, Донецкий, Ивано-Франковский, Киевский, Львовский, Одесский, Херсонский и Харьковский региональные центры оценивания качества образования, за каждым из которых закреплено по 2-4 региона Украины.

## История

### 1993
На Украине предпринята попытка ввести тестирование выпускников общеобразовательных школ. В связи с рядом факторов попытка оказалась неудачной.

### 2002
Центр тестовых технологий Международного фонда «Возрождение» совместно с Министерством образования и науки Украины провели 200 тестов, в которых приняли участие студенты первых курсов вузов. Цель этого проекта — апробация тестовых заданий и разработка технологии администрирования.

### 2003
Центр тестовых технологий Международного фонда «Возрождение» совместно с Министерством образования и науки провели тестирование по математике и истории 3121 выпускника 670 общеобразовательных школ Украины. Четыре высших учебных заведения начали засчитывать результаты тестирования в качестве вступительных испытаний. По желанию учеников в общеобразовательных учебных заведениях результаты тестирования засчитывают как государственную итоговую аттестацию.

### 2004
Центром тестовых технологий Международного фонда «Возрождение» совместно с Министерством образования и науки проведено тестирование 4485 выпускников школ городов Киева, Донецка, Львова, Харькова, Одессы по математике, украинскому языку, истории, экономике.
В 31 высшем учебном заведении были приняты решения о зачислении результатов тестирования как вступительных испытаний.
25 августа было принято постановление Кабинета Министров Украины «Некоторые вопросы внедрения внешнего независимого оценивания и мониторинга качества образования». Этим документом предусматривается: провести в 2006 году испытания технологий ВНО учебных достижений выпускников учебных заведений системы общего среднего образования в 2007—2008 годах — осуществить введение ВНО учебных достижений выпускников, изъявивших желание поступить в вузы.

### 2005
Президент В. А. Ющенко Указом от 4 июля поручил Министерству образования и науки Украины на протяжении 2005—2006 годов осуществить переход к проведению вступительных испытаний в высшие учебные заведения путём ВНО.
Постановлением Кабинета Министров Украины № 1312 от 31 декабря был образован Украинский центр оценивания качества образования и установлено, что ВНО учебных достижений выпускников учебных заведений системы общего среднего образования, которые изъявили желание поступать в вуз, является государственной итоговой аттестацией и вступительным испытанием в эти учреждения.
Проводится тестирование 10 030 учащихся из 1567 школ Украины.

### 2006
В Государственном бюджете Украины на 2006 г. впервые предусмотрены средства на введение ВНО и мониторинга качества образования.
Начинает свою деятельность Украинский центр оценивания качества образования. Создаются 9 региональных центров оценивания качества образования.
Проводится тестирование 41 818 выпускников общеобразовательных школ, в который привлекаются 6 300 инструкторов, 700 экзаменаторов.

### 2007
После 2005 года все вузы, подчиненные Министерству образования и науки Украины зачисляют результаты внешнего тестирования.
С 2007 года внешнее независимое оценивание знаний проводилось в форме тестирования по украинскому языку, математике, истории (истории Украины и всемирной истории).
Внешнее независимое тестирование по химии, биологии, физике проводилось только для выпускников школ Харьковской области.
Тестирование по украинскому языку состоялось 21 апреля, по химии, физике и биологии — 26 апреля, по математике и истории — 28 апреля.
Первого июня 2007 г. все участники тестирования получили в индивидуальных конвертах сертификаты с результатами. Участие во внешнем независимом оценивании приняли 116 327 выпускников общеобразовательных школ, гимназий, лицеев, что составляет 26 % от их общего количества. В городе Киеве, Харьковской и Львовской областях внешним независимым оцениванием было охвачено от 64 до 94 % выпускников.
Средняя стоимость тестирования одного участника внешнего независимого оценивания 2007 г. в расчете на один предмет составляла 38,5 гривен (156 рублей).

### 2008
С 2008 года прохождение внешнего независимого оценивания является обязательным условием вступления в вуз. С 2008 года внешнее независимое оценивание проводится по следующим предметам: — украинский язык и литература; — история Украины (с древнейших времен до наших дней) — всемирная история (с древнейших времен до наших дней); — зарубежная литература; — химия, — физика; — биология; — математика; — основы экономики; — основы правоведения; — география.
После прихода нового министра образования и науки Ивана Вакарчука соответствующим приказом № 1171 от 25 декабря 2008 года был определён украинский язык как единственный, на котором можно будет сдавать внешнее тестирование, а тем кто учился на языках меньшинств (русским, польским, венгерским, крымском, молдавском, румынском), будут выданы короткие словарики с переводами терминов на украинский. Это вызвало возмущение и обеспокоенность среди национальных меньшинств, в частности русских и венгров Украины. В Крыму прошли массовые протесты за право сдавать тесты на русском языке. Такую позицию поддержали некоторые чиновники Украины, Председатель Верховной Рады Крыма Анатолий Гриценко направил письменное обращение в Министерство образования Украины, чтобы в Крыму тестирование проходило на русском языке. Он высказался за то, чтобы внешнее тестирование для абитуриентов на украинском языке вводилось поэтапно, поскольку 95,6 % учащихся в Крыму обучаются на русском языке, 6,3 % — на крымскотатарском и только 3,2 % — украинском языке. Такое мнение было принято во внимание Министерством и на пресс-конференции Министра образования и науки Украины Ивана Вакарчука и директора Украинского центра оценивания качества образования Игоря Ликарчука 14 февраля 2008 было заявлено, что в 2008 году тесты будут переведены на русский, польский, румынский, венгерский, молдавский и крымскотатарский языки. Впоследствии радикальная украинская партия ВО Свобода осудила уступки Министерства и подала прошение в Министерство и Генпрокуратуру о нарушении таким образом Конституции Украины, заявила о намерении подать в суд, однако ответа от Министерства так и не получила.
В целом в рамках основной сессии внешнего оценивания, продолжавшейся с 22 апреля до 4 июня, было написано 997 тысяч 897 тестов. Для участников тестирования работало 4600 пунктов тестирования, в которых размещалась 81 000 аудиторий. Средняя явка на тестирование составила 76 %.

### 2009
1 ноября 2008 вузы объявили перечень сертификатов ВНО, нужных для поступления на определённые направления подготовки. Составление основной сессии ВНО сократили на две недели, поэтому она прошла с 6 мая до 5 июня 2009, зарегистрироваться можно было с 1 декабря 2008 года. Кроме того, в тот год сократили до восьми количество предметов, по которым проходило тестирование: зарубежную литературу, основы экономики, основы правоведения, всемирной истории исключили. Вместо этого, выпускники смогли сдать тесты по языкам: английскому, немецкому, испанскому или французскому. Выпускники смогли выбрать для сдачи не 3, а до пяти предметов ВНО. Тестирование по украинскому языку и литературе в дальнейшем осталось обязательным для всех выпускников. Начиная с этого года подачи заявлений в вузы можно отслеживать онлайн на сайте vstup.info. Также в 2009 году осталась возможность сдавать тесты на языках шести нацменьшинств Украины. Подготовительные курсы при вузах больше не дают возможности внеконкурсного поступления.

### 2010
В этом году заканчивается многолетний переходный период, в течение которого тестирование можно было сдать на одном из семи языков. Изданы приказы по улучшению преподавания на украинском языке в школах нацменьшинств, поэтому ВНО впервые проводится только на украинском. Для обеспечения права национальных меньшинств будут предоставляться словари с переводом основных терминов, которые будут использоваться в тестах. Но Верховный Совет Крыма уже 18 июня 2008 года обратился к Верховной Раде и Кабинету Министров с просьбой проводить внешнее независимое тестирование выпускников школ Крыма, обучающихся на языках национальных меньшинств, этими языками также после 2009 года. Однако решение Министерства остается без изменений. Основные сессии тестирования пройдут в июне (с 2 по 23). Каждый выпускник школы должен пройти тестирование по украинскому языку и литературе и на выбор математике или истории.

### 2011
В 2011 году внешнее тестирование для желающих стать студентами высших учебных заведений проводилось по следующим предметам: украинский язык и литература, история Украины, математика, биология, география, физика, химия, русский язык, один из иностранных языков (по выбору): английский, немецкий, французский, испанский.
Внешнее оценивание по украинскому языку и литературе являлось обязательным для всех абитуриентов.
Результаты внешнего оценивания засчитывались как вступительные экзамены в высшие учебные заведения по образовательно-профессиональным программам подготовки младшего специалиста и бакалавра (специалиста, магистра медицинского и ветеринарно-медицинского направления).
Тесты для внешнего оценивания по истории Украины, математике, биологии, географии, физике, химии были переведены на крымскотатарский, молдавский, польский, русский, румынский, венгерский языки.

### 2012
В 2012 году к предметам, по которым проводится внешнее оценивание, добавилась всемирная история и русский язык. Осталось обязательным оценивание по украинскому языку и литературе, два других необходимых для поступления в ВУЗ предмета зависят от выбранной специальности ВНО по математике, физике, химии, иностранному языку и т. д.

### 2013
13 августа 2012 года стало известно, что в перечень предметов для сдачи внешнего независимого оценивания будет добавлена мировая литература.

### 2014
В 2014 году с целью уменьшения влияния разности уровня преподавания и требований в разных школах вес школьного аттестата при поступлении в вузы снижен с 200 до 60 баллов.
ВНО в Донецкой и Луганской областях из-за Вооружённого конфликта на востоке Украины перенесено на дополнительную сессию
, которая будет проходить с 1 по 15 июля.

### 2015
В 2015 году для поступления в высшее учебное заведение (ВУЗ) абитуриенты подают сертификаты ВНО только 2015 года.
Каждый участник ВНО имеет право составить тесты не более из четырёх учебных предметов из перечня.

#### Два уровня сложности сертификационной работы (теста)
Абитуриенты будут сдавать тесты ВНО по украинскому языку и литературе и математике двух уровней сложности — базового и углубленного, выбрать который нужно будет во время регистрации. Уровень сложности теста, необходимый для поступления на обучение, будет определяться Правилами приёма в высшее учебное заведение.

#### Государственная итоговая аттестация (ГИА) по украинскому языку
Для всех выпускников общеобразовательных учебных заведений 2015 года результаты ВНО по украинскому языку и литературе будут засчитываться как результаты ГИА. Они будут определяться на основе количества баллов, набранных за выполнение заданий только по украинскому языку.

#### Установление «порогового балла»
Для определения результатов ВНО-2015 по каждому предмету будет установлен «пороговый балл», то есть и количество тестовых баллов, которое может набрать минимально подготовленный абитуриент. Участники тестирования, которые не преодолеют «порог», не смогут использовать результат ВНО по этому предмету для поступления в ВУЗ. Все абитуриенты, результаты которых будут не ниже «порогового балла», получат оценку по шкале от 100—200 баллов и иметь право участвовать в конкурсном отборе при поступлении на обучение.

#### Планы на 2017 год
В 2017 году Министерство образования и науки решило разработать оптимальные условия для того, чтобы ВНО стало более доступным для учеников с особыми потребностями. Свою работу в поиске оптимального решения этой задачи начала рабочая группа. Ей предстоит создать максимально адаптированные программы внешнего независимого оценивания с украинского языка и литературы, истории Украины и математики для тех детей, которые страдают нарушением зрения.
Также в 2017 году как оценки за государственную итоговую аттестацию засчитают тестирование по трём предметам ВНО. Первый обязательный к сдаче всеми выпускниками предмет — украинский язык и литература. При выборе второго обязательного предмета ВНО-2017 у участника есть альтернатива между математикой и историей Украины. Третий предмет следует выбирать из списка предметов, по которым проводят тестирование в этом году (история Украины, математика, английский, испанский, французский, немецкий, русский языки, география, биология, химия, физика).

### 2022 год
ВНО также проводилось в странах Западной Европы. В связи с военным положением в стране проводился мультипредметный онлайн-тест. Он проводился в компьютерном формате - на основании заданий из трех предметов: украинского языка, математики и истории. Мультипредметный тест будет проводиться очно и заочно в нескольких временных экзаменационных центрах (аудиториях школ и университетов). Будет проведено три сессии - основная, дополнительная и специальная отдельная сессия. Участник должен зарегистрироваться. Возможна передача возможности зарегистрироваться доверенному лицу.

## Предметы, по которым проводится ВНО
- Украинский язык и украинская литература/ Украинский язык
- Математика
- История Украины
- Иностранные языки (английский, немецкий, французский, испанский)
- География
- Биология
- Физика
- Химия

Также существуют экзамены для поступления в магистратуру и для учителей

## Организация и финансирование
Полномочиями на проведение ВНО владеет Украинский центр оценивания качества образования — бюджетное учреждение, основанное Кабинетом Министров Украины. Центр принадлежит к сфере управления Министерства образования и науки Украины. Ему подчинены региональные центры оценивания качества образования в каждой областной государственной администрации. Финансирование ВНО производится за счёт государственного бюджета Украины.

## Денежные поощрения за успешную сдачу ВНО
Согласно Постановлению Верховной Рады от 21.01.2021 года, лучшим выпускникам по баллам внешнего независимого оценивания будут присуждать именные премии в размере 100 тысяч гривен. На финансовое поощрение могут рассчитывать 30 участников ВНО, которые по результатам тестов по 4 дисциплинам получат 790 и более баллов. При этом хотя бы один предмет должен быть составлен на максимальные 200 баллов. Также обязательным условием получения премии является обучение в украинском «вузе».
В 2021 году 35 выпускников успешно составили Внешнее независимое оценивание, показав результат 792 балла. Пятеро выпускников отправились на обучение в иностранные учреждения высшего образования, поэтому они премии от государства не получили.

## Аналоги ЗНО в других странах
- Во многих странах Европы Matura
- В США SAT и ACT
- В Великобритании A-level
- В Германии и Австрии Abitur
- Во Франции Baccalauréat en France (Bac)
- В Российской Федерации Единый государственный экзамен
- В Молдове и Румынии Bacalaureat (BAC)
- В Казахстане Единое национальное тестирование и Комплексное тестирование абитуриентов
- В Беларуси Централизованное тестирование
- В Киргизии Общереспубликанское Тестирование
- В Армении Единые экзамены
- В Грузии Единые национальные экзамены
- В Таджикистане Централизованные вступительные экзамены
- в Турции Экзамен в высшие учебные заведения[4] ÖSYM[5] — YÖK[6]